# Konstytucja Antigui i Barbudy
Konstytucja Antigui i Barbudy – ustawa zasadnicza Antigui i Barbudy zawierająca 127 artykuły pogrupowane w 10 rozdziałach, przyjęta na podstawie uchwał Izby Reprezentantów z 23 kwietnia oraz Senatu z 1 maja, przedstawiona Elżbiecie II 31 lipca, obowiązująca od 31 października 1981, wzorowana na prawie brytyjskim (m.in. kompetencje rządu i Sądu Najwyższego czy „wpisanie do konstytucji wielu angielskich konwenansów konstytucyjnych”) oraz niektórych iberoamerykańskich rozwiązaniach ustrojowych (m.in. cenzus wykształcenia przy biernym prawie wyborczym, silna pozycja głowy państwa uznawanej za najwyższą władzę wykonawczą, a także silna pozycja premiera względem rządu oraz silna pozycja przewodniczących izb parlamentu).
Od 27 stycznia 1967 do 1 listopada 1981 Antigua i Barbuda stanowiła terytorium stowarzyszone Zjednoczonego Królestwa Wielkiej Brytanii i Irlandii Północnej. Uzyskanie suwerenności 1 listopada 1981, połączone ze zrzeszeniem we Wspólnocie Narodów wymusiło na władzach stworzenie nowej konstytucji zastępującej poprzednią, z 1967 (nowelizowano ją dwukrotnie: w 1972 i 1975). Reguluje ona prawa i wolności jednostki oraz ustrój polityczny państwa. Szczególne podkreślenie w niej wolności osobistych stanowi odpowiedź na łamanie praw człowieka w wielu państwach Ameryki Północnej co znalazło odzwierciedlenie w zapisach mówiących m.in. o zakazie niewolnictwa czy pracy przymusowej. Ochrona praw osobistych opiera się na koncepcji prawa naturalnego, zaś konstytucja stwierdza, iż są one niezbywalne i podlegają ograniczeniom tylko w zakresie w niej określonych (np. „nikt nie może zostać pozbawiony życia, chyba że zostanie skazany przed sąd za zdradę lub morderstwo, jeżeli taka kara zostanie orzeczona”). W zakresie ustrojowym ustawa określa Antiguę i Barbudę jako państwo demokratyczne (mówi o tym preambuła) o systemie parlamentarno-gabinetowym. Ze względu na przynależność kraju do Wspólnoty Narodów, w części poświęconej ustrojowi jako pierwsza zostaje uregulowana instytucja Gubernatora Generalnego, następnie zaś opisane są zasady funkcjonowania parlamentu (określenie parlament jest typowe dla ustroju brytyjskiego i zwykle nie pojawia się w konstytucjach państw regionu, zamiast tego mówi się o władzy ustawodawczej). W pierwszej kolejności zostają uregulowane działania Senatu co podkreśla wyższą rangę tej izby, a umieszczenie przepisów dotyczących ombudsmana przed przepisami dotyczącymi rządu nawiązuje do „klasycznego modelu tej instytucji (wyodrębnienie organizacyjne, powiązanie z parlamentem, niezależność od rządu)”.